# Satun Provincial Administrative Organization Stadium
Das Satun  Provincial Administrative Organization Stadium (Thai สนาม อบจ.สตูล หรือ สนามกีฬาจังหวัดสตูล) ist ein Mehrzweckstadion in Satun in der Provinz Satun, Thailand. Es wird hauptsächlich für Fußballspiele genutzt und ist das Heimstadion vom thailändischen Viertligisten Satun United FC. Das Stadion hat eine Kapazität von 5000 Personen. Eigentümer und Betreiber die Satun Provincial Administrative.

## Nutzer des Stadions
| Verein          | Zeitraum der Nutzung |
| --------------- | -------------------- |
| Satun United FC | 2008 bis 2012        |
| Satun United FC | 2014 bis heute       |